# 登別伊達時代村
登別伊達時代村（のぼりべつだてじだいむら）は、北海道登別市に存在し、江戸時代や戦国時代が主題であるテーマパーク。

## 概要
北海道開拓に尽力した伊達政宗統治の仙台藩をテーマとして、園内には忍者かすみ屋敷などの劇場、着替え体験、弓矢・手裏剣投げ施設といった仙台藩に所縁のある建物が多く再現されている。

## 経歴
1989年に登別市が地場産業振興や雇用促進を図るべく大新東に時代村の建設を要請し、子会社「北日本大新東」を設立し総工費120億円をかけて1992年4月23日に開園。道内のローカルCMには千葉真一を起用し、初年度の来場者数は約70万人であったが、2004年には約8万5000人まで減少したために大新東がテーマパーク事業から撤退して時代村運営を終了し、時代村を分社して施設毎に独立運営することとなり、2005年4月1日に支配人を社長とした「株式会社登別伊達時代村」となった。

## 園内
ショー施設
- 忍者かすみ屋敷 - からくり仕掛けを施した忍者ショーを上演。
- 日本伝統文化劇場 - 花魁ショーを上演。開業当初は「仙台遊郭もみ屋」として営業[1]。
- 大江戸劇場 - マスコットキャラクター「ニャンまげ」が出演するコメディ時代劇を上演。開業当初は「立体映像館」として営業[1]。
- 忍者砦 - 屋外での忍者ショーや手裏剣教室を展開。

アトラクション
- 江戸屋 - こけしやコマの絵付け体験を展開。
- 体験道場 - 手裏剣・弓矢・くじ引きといった忍者体験を中心としたゲームを展開。
- 遊戯館 - サイコロ・射的・玉入れ・輪投げといった縁日ゲームを展開。
- 忍者怪々迷路 - 忍者をイメージしたからくり仕掛けを施した迷路。開業当初は人情芝居を上演する「芝居小屋 伊達村座」として営業[1]。
- おにゃんこ寺 - 化け猫をテーマとしたお化け屋敷。
- 妖怪びっくり小屋 - ろくろ首や一つ目小僧などの妖怪が設えられた見世物小屋をテーマとしたお化け屋敷。

展示施設
- 片倉小十郎屋敷 - 片倉小十郎の屋敷を復元。
  - 刀資料館 - 日本刀の製作工程や工房の再現などを展開する。
  - 時代劇撮影処 - 本格的な時代劇の撮影ができるスタジオセット。2016年開業。
  - 枯山水 蓬莱庭 - 日本文化の美を表す枯山水庭園。2018年開業。
- 忍者資料館 - 忍者の使用した武具などの資料を紹介する。
- 片倉史料館 - 片倉家による登別開拓の足跡を紹介する。
- 熊さん長屋 - 江戸時代の庶民の生活を再現した集合住宅のセット。

飲食店
- ラーメン「北京亭」
- そば・うどん・丼物「満腹亭」
- 和菓子・抹茶「甘味処 小町」
- 団子「わらじ亭」
- 軽食「茶屋 ぼんてん」
- 団体食堂「青葉御殿」

土産店
- 総合売店「福得屋」
- 菓子店「七万石」
- せんべい店「宝来屋」

その他オブジェ
- 大手門 - メインエントランス。
- 火の見櫓 - 2016年より2階を展望台として開放。
- 稲荷大明神
- 松が池
  - お堂
  - 橋「お宝橋」「高砂橋」「勝鬨橋」
- 政宗月見苑
- 高等学問所
- 学問所寺子屋
- 因果車
- 庚申塚
- 白萩堂
- 龍神様
- 時の鐘

## アクセス
登別駅より路線バスで約10分。最寄りICは登別東IC。